# Myrmekochorie

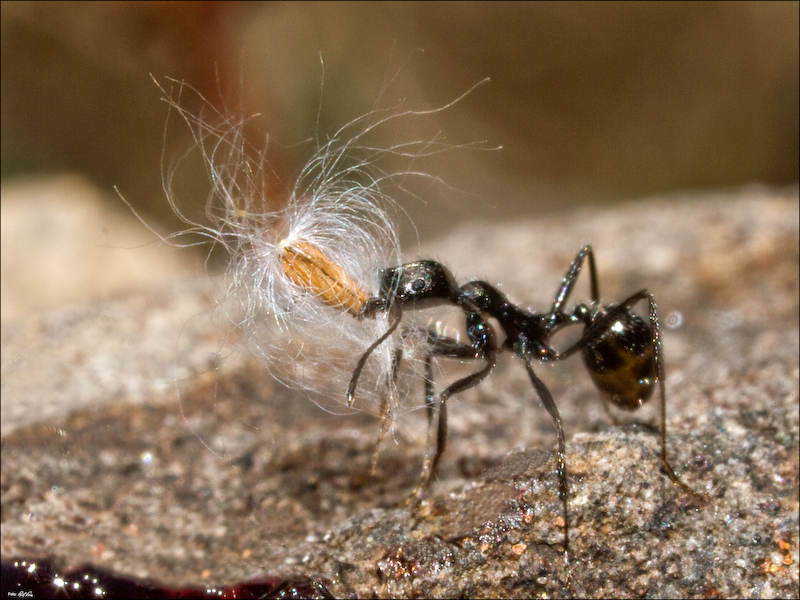
Ameise beim Transport einer normalerweise anemochor ausgebreiteten Frucht (vermutl. eine Achäne)

Die Myrmekochorie (Ameisenausbreitung), auch Myrmecochorie oder Myrmechorie
(von griechisch μύρμηξ, μύρμηκος, (mýrmēx, Genitiv: mýrmēkos) „Ameise“ und χωρεῖν (chōrein) „sich verbreiten“), ist ein Ausbreitungsmechanismus von Pflanzen, der sich Ameisen zum Transport der Diasporen (Früchte, Samen oder Sporen) bedient. Zahlreiche Frühlingsblüher greifen auf diesen Ausbreitungsmechanismus zurück. Die Myrmekochorie ist eine Unterform der Zoochorie, die häufig in Kopplung mit anderen Ausbreitungsstrategien auftritt. Viele Veilchen und Stiefmütterchen nutzen die Ballochorie, die explosionsartige Streuung von Samen, zuerst und vertrauen darauf, dass Ameisen ihre Samen weiter weg tragen.
Die Myrmekochorie ist vor allem bei krautigen Waldpflanzen auf der nördlichen Halbkugel weit verbreitet, kommt aber auch in den Tropen vor. Über 3000 Pflanzenarten sind bekannt, die von dieser Verbreitungsform Gebrauch machen. Zu den myrmekochoren Pflanzen zählen das Schneeglöckchen, das Leberblümchen, das Schöllkraut, das Frühlings-Adonisröschen, der Lerchensporn, einige Veilchenarten (z. B. März-, Hügel- und Hain-Veilchen), Herbstzeitlose und sogar Gehölze wie Buchs und Besenginster. Auch die Walderdbeere wird teilweise myrmekochor ausgebreitet, sie bietet den Ameisen ihre süßen fleischig gewordenen Blütenböden, die man als Erd„beeren“ kennt, in denen die Nüsschen eingebettet sind.

## Elaiosomen

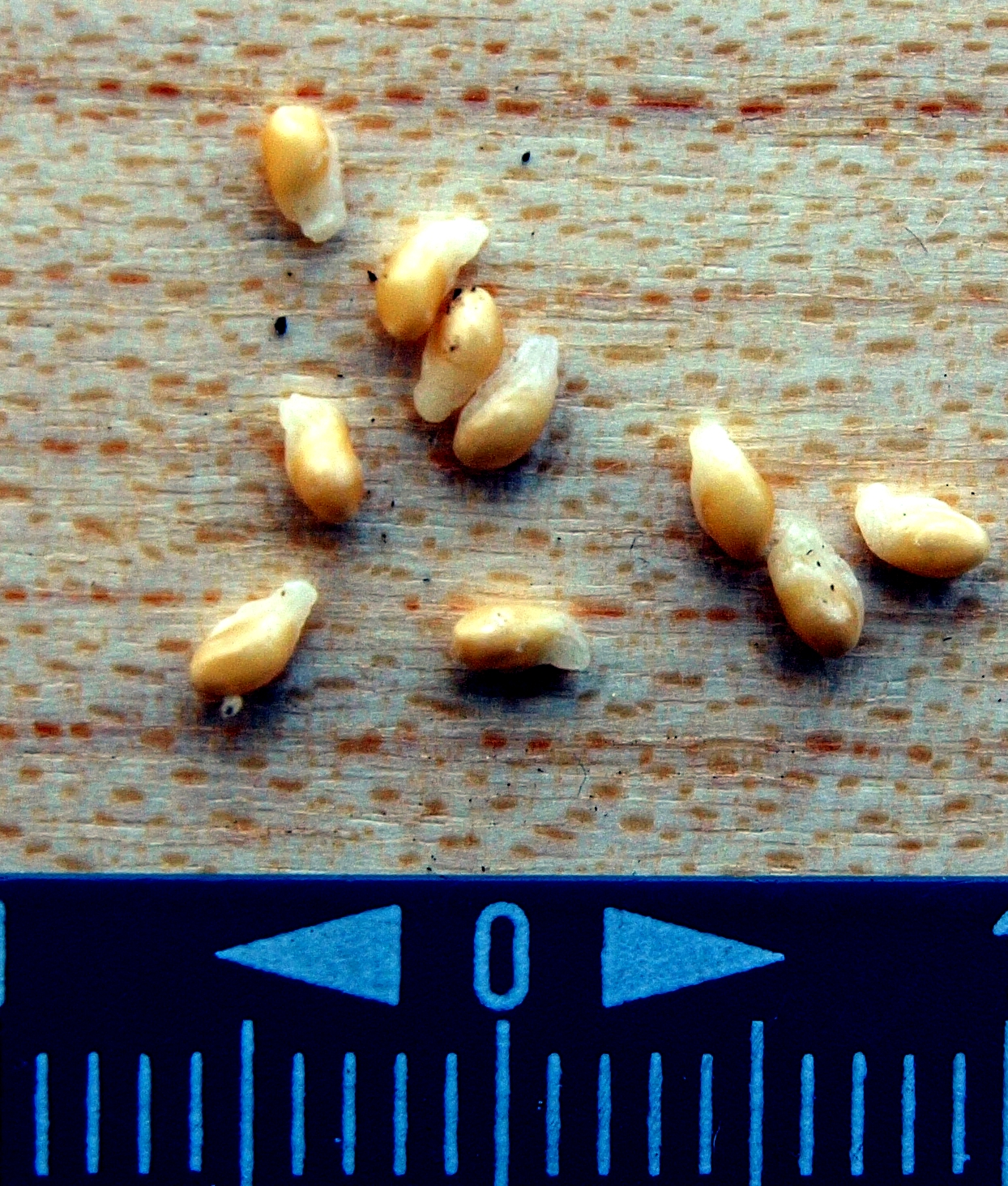
Viola chelmea Diasporen bestehen aus hartschaligen Samen und angehefteten Elaiosomen

Die Diasporen von myrmekochoren Pflanzen haben ein nährstoffreiches Anhängsel, ein Elaiosom, als Lock- und Nährkörper. Das Elaiosom ist allein für den Verzehr bestimmt. Ameisen verschleppen die Diasporen aufgrund ihrer Elaiosom-Anhängsel in ihren Bau und trennen dort das Elaiosom von der Diaspore. Was weiter geschieht, hängt von der Beschaffenheit der Diaspore und der Ameisenart ab. Die Samen der Palisaden-Wolfsmilch zum Beispiel bieten nach Abfressen des Elaiosoms für kleine Ameisenarten keinen Angriffspunkt zum Abtransport und bleiben im Nest. Die Samen des Stechpalmen-Kreuzdorns andrerseits haben „Henkel“ und können daher leicht aus dem Nest transportiert werden. Vielfach deponieren die Ameisen den Samen als Abfall in unmittelbarer Nähe des Nestes auf einer „Müllhalde“. Der Vorteil einer solchen Ausbreitungsweise ist zum einen ein gut gedüngter und geschützter Keimplatz, zum anderen wird der Samen beim Abfressen des Elaiosoms meist verletzt und damit die Keimung erleichtert.

## Inhaltsstoffe der Elaiosomen
Elaiosomen von Myrmekochoren (Pflanzen, die Ameisen zur Ausbreitung ihrer Samen benutzen) enthalten insbesondere Fette und Zucker, sowie gelegentlich Vitamin B, Vitamin C, Stärke und Eiweiß, wobei Zucker besonders bedeutsam für Ameisen ist. Fischer u. a. wiesen darauf hin, dass die Elaiosomen besonders nährhafte Inhaltsstoffe für Ameisen haben. Mehrere Autoren wiesen in Elaiosomen Ölsäuren nach, die Ameisen besonders zum Sammeln animieren. So zeigte etwa Bresinsky, dass die Elaiosomen einiger Pflanzen Rizinolsäure enthalten, die auch in Ameisenlarven der Glänzendschwarzen Holzameise nachgewiesen werden konnte. Brezinsky konnte in einem Versuch zeigen, dass diese flüchtige Substanz bei Arbeiterinnen der Glänzendschwarzen Holzameise einen wahren Sammeltrieb auslöst: mit Rizinolsäure getränkte Schnitzel wurden eifrigst ins Nest getragen. Das Elaiosom des Wohlriechenden Veilchens enthält 1,2-Diolein, das bei der Ameisenart Aphaenogaster rudis ein ähnliches Verhalten auslöst.

## Samenverbreitung

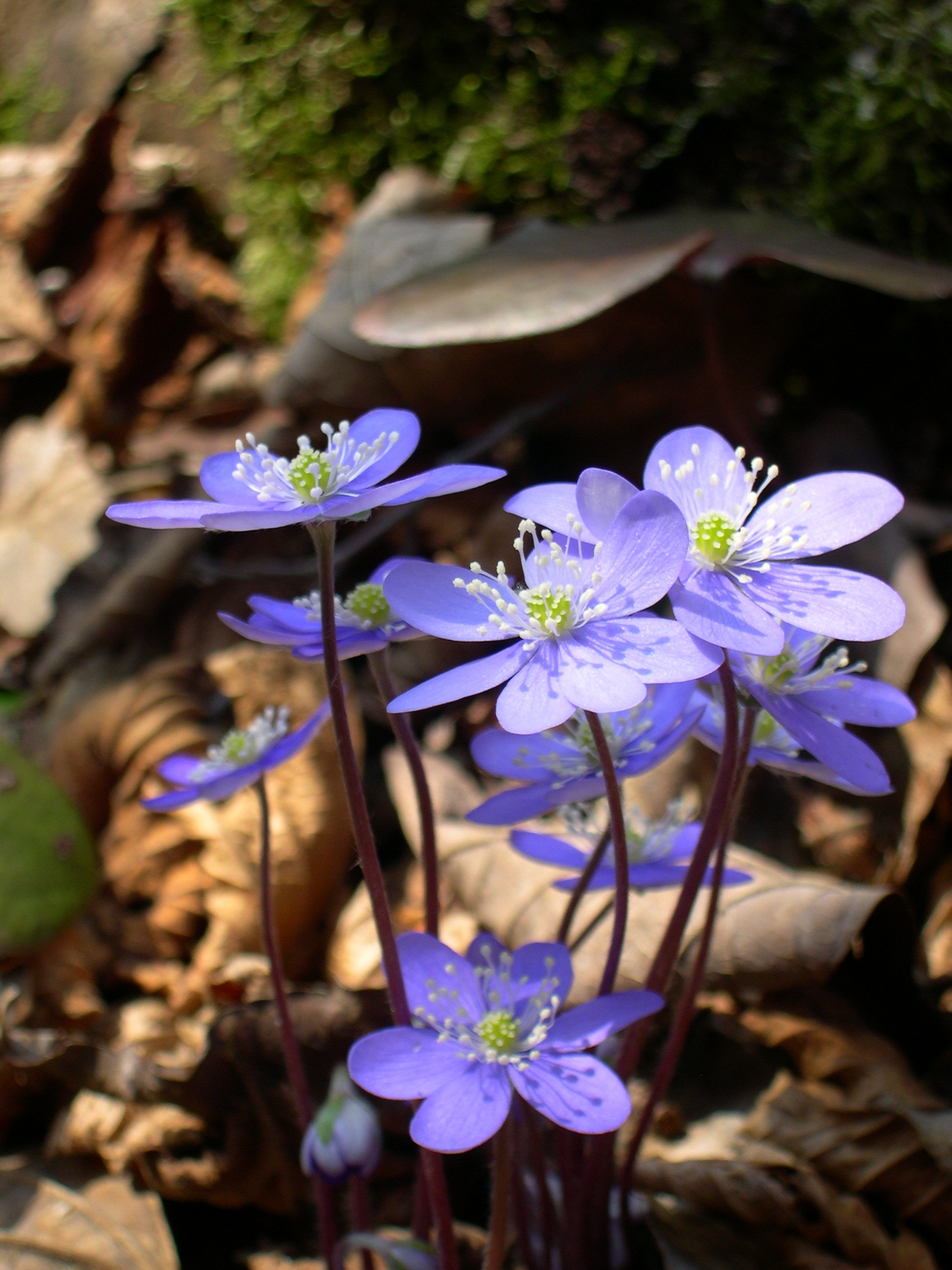
Das Leberblümchen zählt zu den myrmekochoren Pflanzen

Mit Elaiosomen versehene Samen und Früchte werden über weite Strecken verschleppt. Sernander beobachtete die Verschleppung eines Samens auf die Distanz von 70 m. Er berechnete, dass ein Staat der Roten Waldameise jährlich 36.000 Samen verbreitet. Wesentlich weitere Verschleppungen wurden von Whitney in Australien beobachtet. Die Ameisenart Iridomyrmex viridiaeneus verschleppt Akaziensamen bis zu 180 m, im Durchschnitt jedoch 94 m.

## Einfluss der Myrmekochorie auf Ökosysteme
Wie sensibel Ökosysteme in Bezug auf Myrmekochorie sind, zeigt sich an der Invasion der Argentinischen Ameise Linepithema humile in Nordamerika und Südafrika, wo sie einheimische Ameisenarten verdrängt. Carney, Byerley und Holway berichten, dass die Ausbreitung der relativ großen Samen des myrmekochoren Mohngewächses Dendromecon rigida in Küstennähe von San Diego stark beeinträchtigt ist, da die Argentinische Ameise die Samen nicht verbreitet, aber die einheimische Ameisenart Pogonomyrmex subnitidus, die bisher die Verbreitung der Samen übernommen hatte, zurückgedrängt hat. Ähnliches berichtet Christian aus Südafrika: die Pflanzengesellschaften des Buschlandes werden verändert, da die großen Samen von der Argentinischen Ameise nicht verbreitet werden.

## Entwicklungsgeschichte
Nach Bresinsky leitet sich entwicklungsgeschichtlich die Myrmekochorie von der Ornithochorie, der Verbreitung der Samen durch Vögel, ab. Ursprünglich entwickelten Pflanzen in den tropischen Wäldern große Elaiosomen, die Vögel zur Verbreitung der Samen anregen sollten. Die Anpassung der Pflanzen an die gemäßigte Zone erforderte eine starke Reduktion der reproduktiven Teile der Pflanze. Damit wurde aber eine Ornithochorie unmöglich und Ameisen übernahmen die Verbreitung.

## Myrmekochorie und Gespenstschrecken
Die Eier einiger Gespenstschrecken ähneln in auffallender Weise Samen mit Elaiosomen. Die Eier entwickelten analog zu Elaiosomen sogenannte Capitula, die auf Ameisen die gleiche Anziehungskraft ausüben. Die südafrikanische Gespenstschrecke Phalces coccyx kommt häufig im Heideland der östlichen Kapprovinz vor, in dem myrmekochore Pflanzen vorherrschen. Ameisen unterscheiden nicht zwischen Elaiosomen und Capitula und tragen Samen und Eier in gleicher Weise in ihre Nester, wo die Capitula gleich wie die Elaiosomen verzehrt werden, ohne die Eier zu beschädigen.